# サウスダコタ州会議事堂

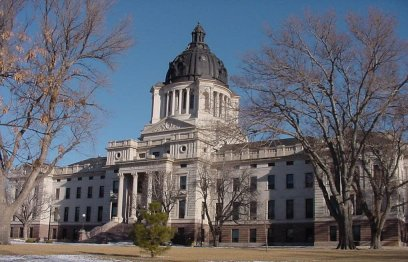
サウスダコタ州会議事堂

サウスダコタ州会議事堂（サウスダコタしゅうかいぎじどう、South Dakota State Capitol）は、アメリカ合衆国サウスダコタ州の州都ピアに立地する同州議会の議事堂。サウスダコタ州議会の上下両院の議場をはじめ、州知事室など、州政府の機関のほとんどがこの議事堂内に置かれている。庁舎の設計にはミネアポリスの建築会社、C・E・ベル・アンド・M・S・デットワイラーが携わった。議事堂は1905年から1910年にかけて行われた。この議事堂の設計と建設には約100万ドルの費用を要した。この庁舎は1977年からサウスダコタの州昇格100周年にあたる1989年まで、12年の歳月を費やして改修された。
議事堂の各階の床にはテラゾのタイルが敷かれている。このタイルは66人のイタリア人芸術家によって敷かれたと言われている。それらのタイルの中には青いものが混じっているが、これは、庁舎のどこかに66人全員の署名をさせる代わりに、それらの青いタイルに署名を施させるようにしたものであったと言われている。しかし、実際には青いタイルは55個しか見つかっていない。残りの青いタイルは壁、ドア、絨毯などの陰に隠れているものと考えられている。

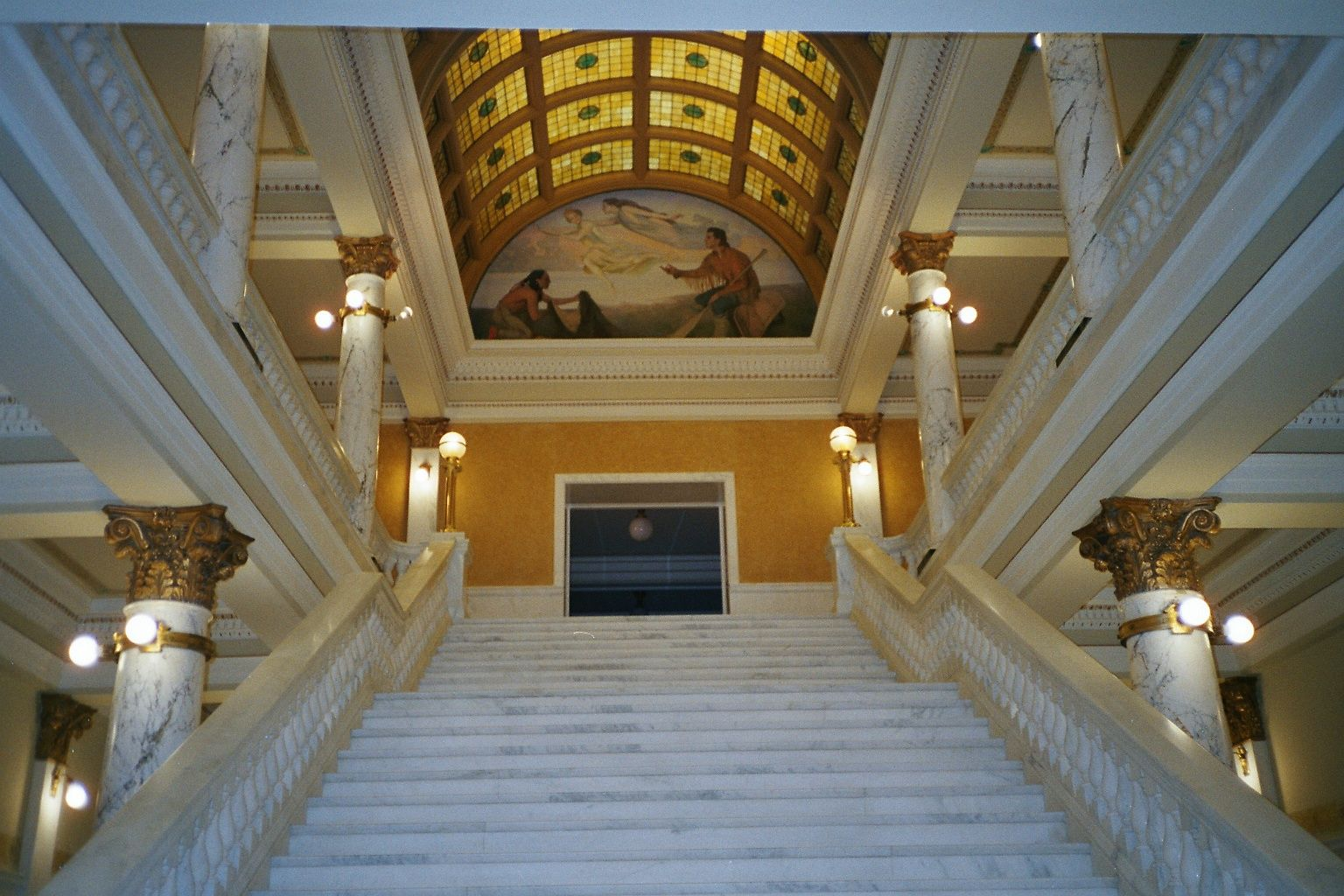
議事堂内の大理石造の階段

1階からは大理石造の階段が上階へと延びている。階段の前にはFirst Lady Gown Collectionと称した展示ケースが置かれている。これは、歴代州知事夫人のガウンのミニチュアを人形に着せて並べているものである。人形の横には、それぞれの州知事の家族の写真が置かれている。大理石の階段を2階へ上ると、ドーム直下のロタンダへと出る。ロタンダの床からドームまでの高さは29.3mである。ドームのすぐ下に彫られたリングは互いに結びつきあったリボンを模してデザインされており、州政府の永続性を象徴している。ドームの内側には生命の木が描かれた画が16枚、円形に並んでいる。また、ドームには智恵を象徴するアカンサスの葉に囲まれた州の花セイヨウオキナグサも描かれている。3階には州議会の上下両院の本会議場が置かれている。一般の傍聴者は4階に設けられている傍聴席から上院・下院それぞれの議会の様子を見ることができる。
議事堂の敷地内には4つの記念物が設置されている。ファイティング・スタリオンズ・メモリアルは1993年に航空機事故で死去した州知事ジョージ・ミケルソンなど、8人のサウスダコタ州出身者を記念して彫られた、戦う牡馬の彫像である。フレーミング・ファウンテン・メモリアルは、サウスダコタ州出身の退役軍人を記念して設けられた、天然ガスを燃料として恒久的に燃え続ける炎を伴った噴水である。ロー・エンフォースメント・オフィサー・メモリアルは、職務中に殉職したサウスダコタ州の警官を記念した石造の慰霊碑である。敷地内のキャピトル・レイクという湖に突き出た半島には、第二次世界大戦時に従軍した兵士を記念した6体の銅像が立っている。